# Rodrigo Saraiva
Rodrigo Miguel Dias Saraiva (4 de abril de 1976) é um consultor e político português, atual Vice-Presidente da Assembleia da República. Anteriormente, desempenhou as funções de Líder do grupo parlamentar da Iniciativa Liberal e de vogal na Comissão Executiva da IL. Foi Provedor dos Sócios do Clube de Futebol "Os Belenenses" entre 2014 e 2020.

## Biografia
Estudou no Instituto de Artes Visuais, Design e Marketing (IADE), tendo exercido durante dois mandatos o cargo de Presidente da Associação de Estudantes do IADE e, em 2001, da Associação Académica de Lisboa. Fora do associativismo e da política, foi diretor de agências de comunicação e criador de festivais gastronómicos como por exemplo o EAT OUT Lisboa.
Antes da criação da Iniciativa Liberal, pertenceu ao Partido Social Democrata, tendo sido Secretário-geral da JSD e exerceu o cargo de Vereador da Câmara Municipal de Lisboa durante o mandato de Carmona Rodrigues. Voltaria a reencontrar Carmona Rodrigues durante a campanha legislativa de 2015, onde Rodrigo Saraiva foi candidato independente do Movimento Partido da Terra pelo círculo de Lisboa.

## Iniciativa Liberal
É, conjuntamente com Alexandre Krauss e Bruno Horta Soares, um dos três membros fundadores da Iniciativa Liberal e exerceu também funções de dirigente nacional no partido.
A 27 de março de 2024, foi eleito Vice-Presidente da Assembleia da República.